# باشگاه ورزشی تنریف
کلاب دیپورتیوو تنه‌ریفه، اس‌ای‌دی (به اسپانیایی:.Club Deportivo Tenerife, S.A.D) باشگاه فوتبالی است که در شهر سانتکروز تنه‌ریف واقع در جزایر قناری قرار دارد.
این باشگاه که در سال ۱۹۲۲ تأسیس شده‌است، بازی‌های خانگی خود را در ورزشگاه هلیودورو رودریگز لوپز که ۲۴٬۰۰۰ نفر گنجایش دارد برگزار می‌کند. آن‌ها بعد از کسب رتبهٔ سوم در سگوندا دیویژن فصل ۰۹–۲۰۰۸، هم‌اکنون در لیگ دسته دوم فوتبال اسپانیا حضور دارند.
تنه‌ریفه تاکنون ۱۳ فصل در لالیگا به میدان رفته‌است که دو عنوان پنجمی در فصل ۹۳–۱۹۹۲ و ۹۶–۱۹۹۵، بهترین عملکرد آن‌ها در این رقابت‌ها محسوب می‌شود. از میان بازیکنان مطرح این باشگاه در طول تاریخ، می‌توان به روی ماکای، فرناندو ردوندو و روبرت انکه اشاره کرد. همچنین از بین مربیان مطرح آن‌ها در طول تاریخ حیات باشگاه، می‌توان از یوپ هاینکس، خاویر کلمنته و رافائل بنیتز نام برد.